# National Library of Ireland
National Library of Ireland (irsk: Leabharlann Náisiúnta na hÉireann) er Irlands nationalbibliotek, der ligger i Dublin i en bygning designet af Thomas Newenham Deane. Minister for Arts, Heritage and the Gaeltacht, der er medlem af Irlands regering, er ansvarlig for biblioteket.
National Library of Irelands opgave er at "samle, bevare og fremme udbredelsen af dokumenter og intellektuel viden om livet i Irland og bidrage til adgang til et større univers af indsamlet viden".
Biblioteket er et referencebibliotek, og udlåner som udgangspunkt ikke materiale. Det indeholder en stor mængde irsk og irsk relateret materiale, som kan læses uden omkostninger; dette inkluderer bøger, kort, musik, aviserm periodika og fotografier. I samlingen er desuden alt materiale fra private såvel som offentlige udgivere.
Chief Herald of Ireland og National Photographic Archive er tilknyttet biblioteket. Der findes desuden udstillinger, og et arkiv over irske aviser. Det er ligeledes nationalt ISSN center for Irland. Biblioteket tilbyder en række andre services inklusive genealogi.
Hovedbygningen ligger på Kildare Street, der støder op til Leinster House og den arkæologiske afdeling ligger i National Museum of Ireland.